# Futsal-liiga 2008-2009
La Futsal-liiga 2008-2009 è stato il dodicesimo campionato finlandese di calcio a 5, svoltosi nella stagione 2008-09 e per la prima volta con la formula dei play-off dopo la stagione regolare a dieci squadre. La vittoria è andata per la terza volta al Golden FT Espoo.

## Classifica finale
| Pos | Squadra             | Pti | G  | V  | N | P  | GF | GS  |
| --- | ------------------- | --- | -- | -- | - | -- | -- | --- |
| 1   | Ilves FS            | 37  | 18 | 12 | 1 | 5  | 77 | 45  |
| 2   | Golden FT Espoo     | 37  | 18 | 11 | 4 | 3  | 62 | 41  |
| 3   | TPK Turku           | 34  | 18 | 11 | 1 | 6  | 59 | 56  |
| 4   | Porin Palloilijat   | 33  | 18 | 9  | 6 | 3  | 70 | 49  |
| 5   | Ruutupaidat Vaasa   | 31  | 18 | 10 | 1 | 7  | 62 | 64  |
| 6   | Loiske Lempäälä     | 25  | 18 | 7  | 4 | 7  | 64 | 60  |
| 7   | Tervarit Oulu       | 23  | 18 | 7  | 2 | 9  | 71 | 64  |
| 8   | Mad Max Valkeakoski | 16  | 18 | 4  | 4 | 10 | 74 | 81  |
| 9   | Sievi Futsal        | 11  | 18 | 2  | 5 | 11 | 55 | 86  |
| 10  | VALO Vantaa         | 8   | 18 | 2  | 2 | 14 | 54 | 102 |

|  | Play-Off |

## Playoff

### Semifinali
| Squadre                      | Gara1 | Gara2     | Gara3 |
| ---------------------------- | ----- | --------- | ----- |
| Porin Palloilijat - Ilves FS | 0-2   | 4-5 (DCR) |       |
| TPK Turku - Golden FT Espoo  | 1-6   | 1-5       |       |

### Finale
| Squadre                    | Gara1 | Gara2 | Gara3 |
| -------------------------- | ----- | ----- | ----- |
| Golden FT Espoo - Ilves FS | 3-2   | 6-2   |       |